# Teatro Sanjuan Écija

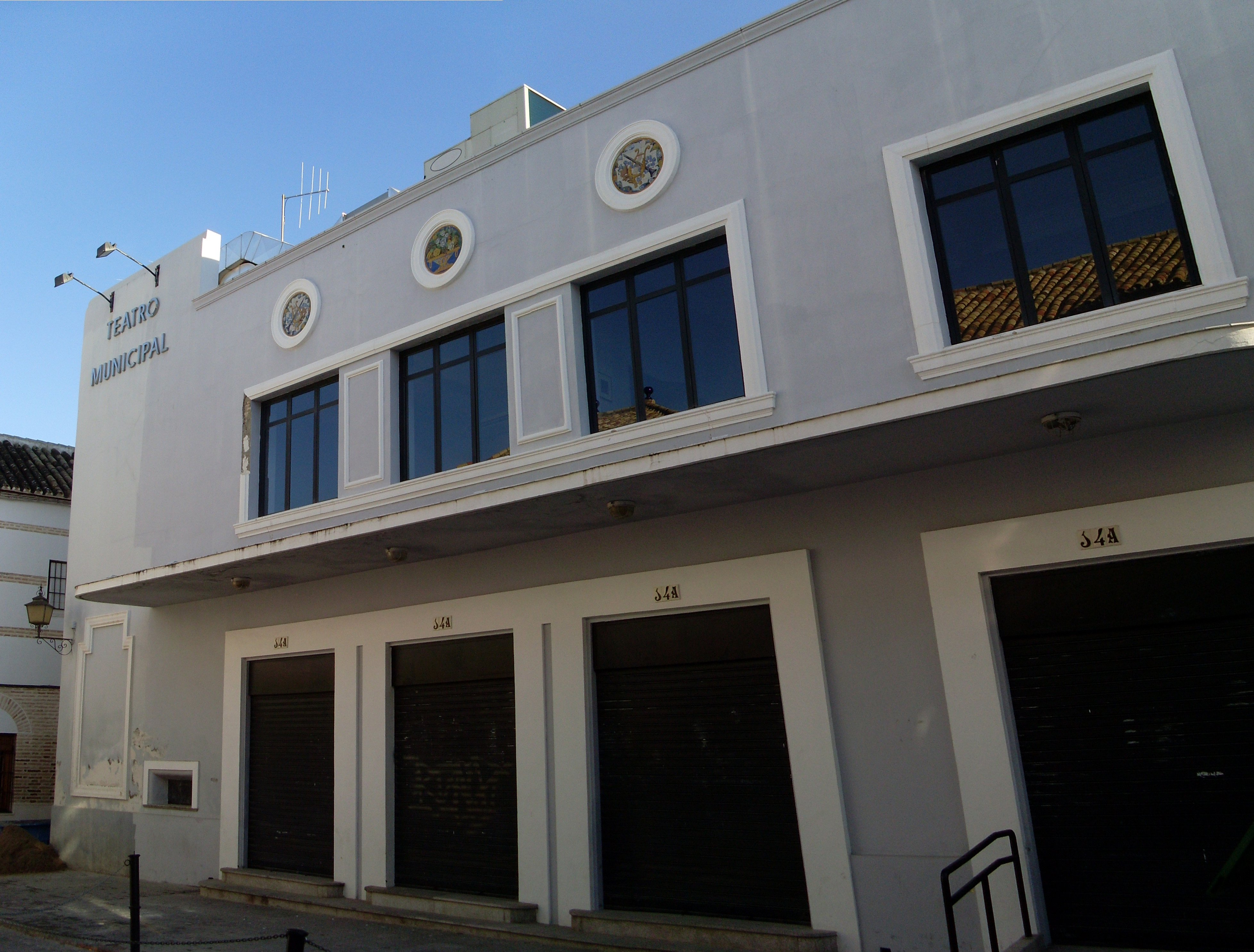
Fachada Principal del teatro, de la calle Comedias.

El  teatro Sanjuán es un teatro de la ciudad española de Écija en la provincia de Sevilla. Está enclavado en la céntrica calle Comedias. Actualmente es el teatro Municipal.
Levantado sobre un antiguo corral de comedias del siglo XVIII, un incendio en 1937 acabó con él y tuvo que reconstruirse. De ello se encargó José Granados de la Vega arquitecto comprometido con el expresionismo de los años treinta, autor entre otros edificios de los Pabellones de Colombia y Guatemala de la Exposición Iberoamericana de Sevilla o de las Villas Moya y Donostia en el Porvenir. 

## Arquitectura del edificio
José Granados de la Vega, como arquitecto municipal de Écija realiza en el año 1939, el teatro en estilo art déco.
Se trata de un edificio donde se conjugan armoniosamente las líneas rectas y curvas, en su interior son las curvas las que ganan peso. La fachada se compone de dos crujías claramente diferenciadas y separadas por una marquesina, con tres vanos rectangulares cada una. La planta superior se adorna con elementos circulares.

## Conservación
La última actuación de 1999, con una inversión cercana a los 3 millones de Euros se recuperó también su interior. En el interior al igual que en su exterior podemos ver trazas de estilo art decó. La puesta al día del teatro se ha hecho respetando al máximo el estilo años treinta con el que se concibió, respetándose la volumetría tanto interior como exterior del edificio con su juego de formas rectas y curvas e incluso las barandillas tipo barco.